# Bisdom El Alto
Het bisdom El Alto (Latijn: Dioecesis Altana) is een rooms-katholiek bisdom met als zetel El Alto, in Bolivia. Het bisdom is suffragaan aan het aartsbisdom La Paz. 

## Geschiedenis
Het bisdom werd opgericht op 25 juni 1994, uit delen van het aartsbisdom La Paz.

## Parochies
Het bisdom had in 2021 een oppervlakte van 23.000 km2 en telde 1.538.240 inwoners waarvan 57,0% rooms-katholiek was.

## Bisschoppen
- Jesús Juárez Párraga (25 juni 1994 - 2 februari 2013)
  - Fernando Bascopé Müller (hulpbisschop: 15 juli 2010 - 24 september 2014)
- Eugenio Scarpellini (25 juli 2013 - 15 juli 2020; hulpbisschop sinds 15 juli 2010)
  - Pascual Limachi Ortiz (hulpbisschop: 16 april 2019 - 10 februari 2021)
- Giovani Edgar Arana (30 maart 2021 - heden; hulpbisschop sinds 27 maart 2018, apostolisch administrator: 16 juli 2020 - 10 juni 2021)

La Paz (aartsbisdom) · Corocoro (territoriale prelatuur) · Coroico · El Alto